# Trophy Club
Trophy Club é uma vila localizada no estado norte-americano do Texas, no Condado de Denton e Condado de Tarrant.

## Demografia
Segundo o censo norte-americano de 2000, a sua população era de 6350 habitantes.
Em 2006, foi estimada uma população de 7644, um aumento de 1294 (20.4%).

## Geografia
De acordo com o United States Census Bureau tem uma área de 10,5 km², dos quais 10,5 km² cobertos por terra e 0,0 km² cobertos por água.

## Localidades na vizinhança
O diagrama seguinte representa as localidades num raio de 12 km ao redor de Trophy Club.